# Cepora bathseba
Cepora bathseba är en fjärilsart som först beskrevs av Pieter Cornelius Tobias Snellen 1902.  Cepora bathseba ingår i släktet Cepora och familjen vitfjärilar. Inga underarter finns listade i Catalogue of Life.